# Cappella di Sant'Antonio abate a Monteverdi
La cappella di Sant'Antonio abate a Monteverdi è un edificio religioso situato nel territorio comunale di Civitella Paganico. La sua esatta ubicazione è presso l'omonima località nei pressi di Paganico.

## Storia e descrizione
Sorta in epoca postseicentesca come cappella gentilizia della Fattoria di Monteverdi, il luogo di culto fu costruito dalla famiglia Patrizi anche per rimpiazzare la perduta chiesa di San Giorgio a Monteverdi, le cui origini erano medievali.
La cappella di Sant'Antonio abate a Monteverdi si presenta come un semplice edificio religioso ad aula unica e a pianta rettangolare. La facciata anteriore si caratterizza per la presenza del portale d'ingresso rettangolare, con modanatura ed architrave in travertino, che si apre in posizione centrale ed è affiancato su ciascun lato da una finestra quadrangolare, che in passato consentiva la sosta per la preghiera anche all'esterno del luogo di culto. Ciascuna delle due estremità laterali della facciata anteriore si caratterizza per la presenza di una lesena, che costituisce la base di appoggio per una cordonatura e per il timpano triangolare sommitale, entro il quale è compresa in posizione centrale un'apertura di forma ellittica. L'interno presenta pareti intonacate, con alcuni stucchi decorativi ed un pregevole altare barocco che chiude posteriormente l'area presbiterale.